# 奥阿内斯
奥阿内斯，是西班牙安达卢西亚自治区阿尔梅里亚省的一个市镇。 总面积32km2, 总人口781人（2001年），人口密度24人/km2。